# 신악단
신악단(信樂團)은 타이완의 록 밴드이다. 에이벡스 소속으로 2002년 5월에 데뷔하였다.
2002년 셀프타이틀 앨범 'Shin'으로 데뷔한 대만 5인조 만도팝 록밴드다. '신악단'이라는 이름은 그룹의 전 리드 보컬 신에서 따왔다. 다른 멤버로는 기타리스트 크리스(Chris), 베이스 연주자 맥스(Max), 키보드 연주자 토미(Tomi), 드러머 마이클(Michael)이 있다.
신악단의 본국인 대만 외에도 이 밴드는 중국 본토, 홍콩 및 해외 화교에도 팬이 있다. "一了百了"이라는 곡은 2002년 히트 Fm 타이완의 히트 Fm 연간 상위 100개 싱글 차트(Hit-Fm 年度百首單曲)에서 38위에 올랐다.
2007년 3월 20일, 리드 보컬 신은 솔로 활동을 시작하기 위해 밴드를 떠났다. 나머지 멤버들은 새로운 리드 보컬을 찾기 위해 몇 년을 보낸다. 2010년 초, 신악단은 새로운 리드 싱어인 류원제(Liu Wenjie)와 함께 데뷔했다.